# Виктор IV (антипапа 1159 – 1164)
Виктор IV (Viktor IV, на италиански: Vittore IV, Ottaviano dei Crescenzi Ottaviani; Ottaviano de' Monticelli, * 1095, Тиволи, † 20 април 1164, Лука), е римски антипапа между 1159 и 1164 г. към папа Александър III. Той не трябва да се бърка Виктор IV (Gregorio Conti von Ceccano), който е антипапа през 1138 г.

## Произход и духовна кариера
Той се казва по рождение Октавиано ди Монтичели или Оттавиано ди Монтичели (на италиански: Octaviano de’ Crescenzi Ottaviani de Monticelli in Tivoli) и произлиза от благородническия род Отавиани, господари на Монтечелио, странична линия на род Кресценти.
През 1138 г. той е кардинал-дякон на Сан Никола в Царцере и през 1151 г. кардинал на Санта Цецилия.
При папските избори на 7 септември 1159 г. Октавиано е кандидат на император Фридрих Барбароса. След като изборите са спечелени от Роланд Бандинели, който се нарича като папа Александър III, той е издигнат за папа от въоръжените си привърженици и на 4 октомври 1159 г. под закрилата на императора е помазан за папа. Александър III бяга след това в изгнание във Франция. Виктор не получава признание извън империята на Барбароса.
Той умира през 1164 г. в Лука.